# Komárov, Tábor
Komárov là một làng thuộc huyện Tábor, vùng Jihočeský, Cộng hòa Séc.